# Lista de tratados
Esta é uma lista de tratados organizada em ordem alfabética pelo local de celebração (e.g., "Protocolo de Quioto" estará na letra Q). Os tratados cujo nome não inclui o local de celebração (e.g., "Tratado de União de 1717") estão organizados segundo o seu nome completo ou sigla, se esta for mais conhecida (e.g., "Acordo de TRIPs"). 

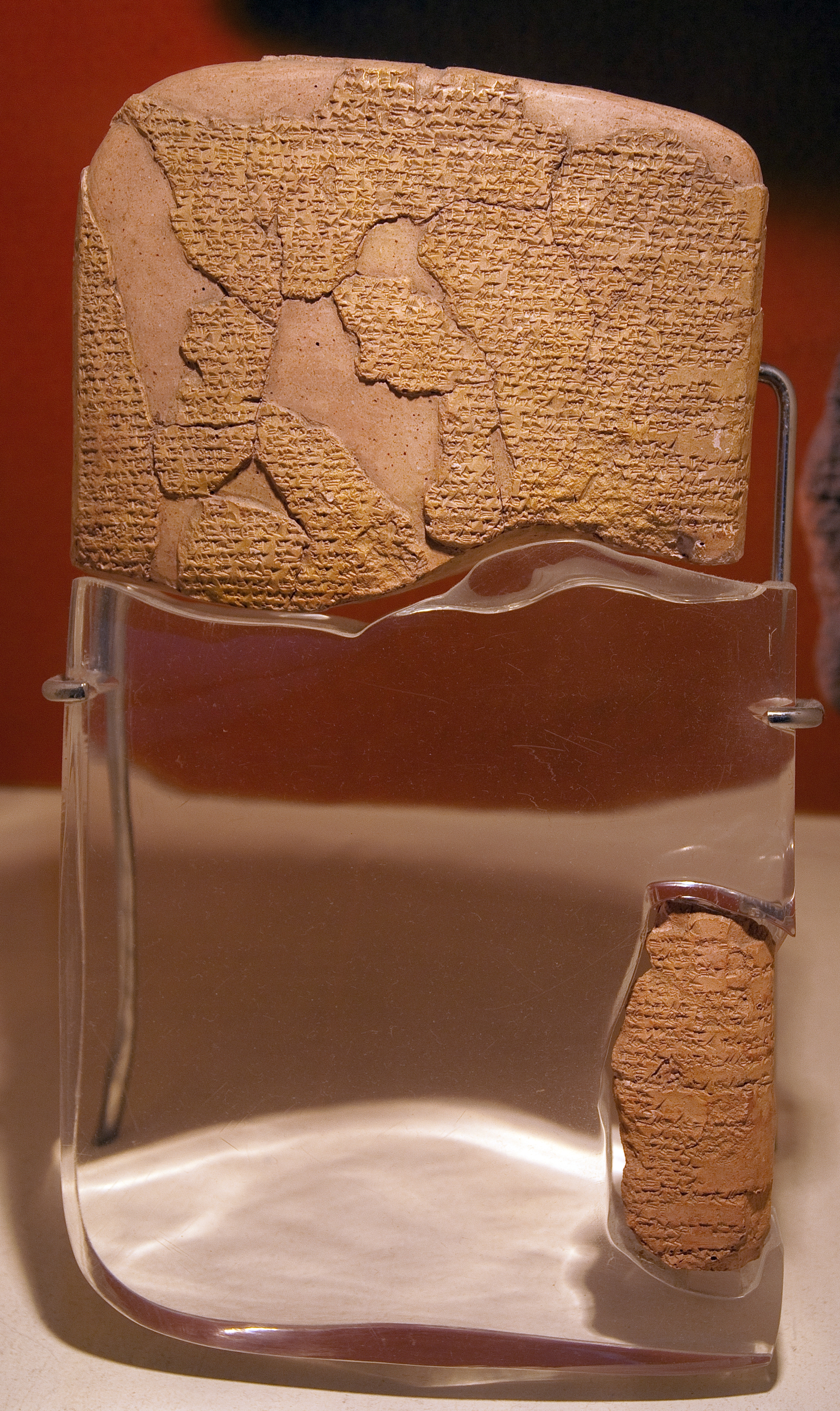
O Tratado de Kadesh, um dos primeiros exemplos registrados de um tratado internacional, foi celebrado no século XIII AEC (antes da Era Comum) entre o faraó Ramessés II e Hatusil III, rei dos hititas. Exemplar do Museu de Arqueologia de Istambul, Turquia

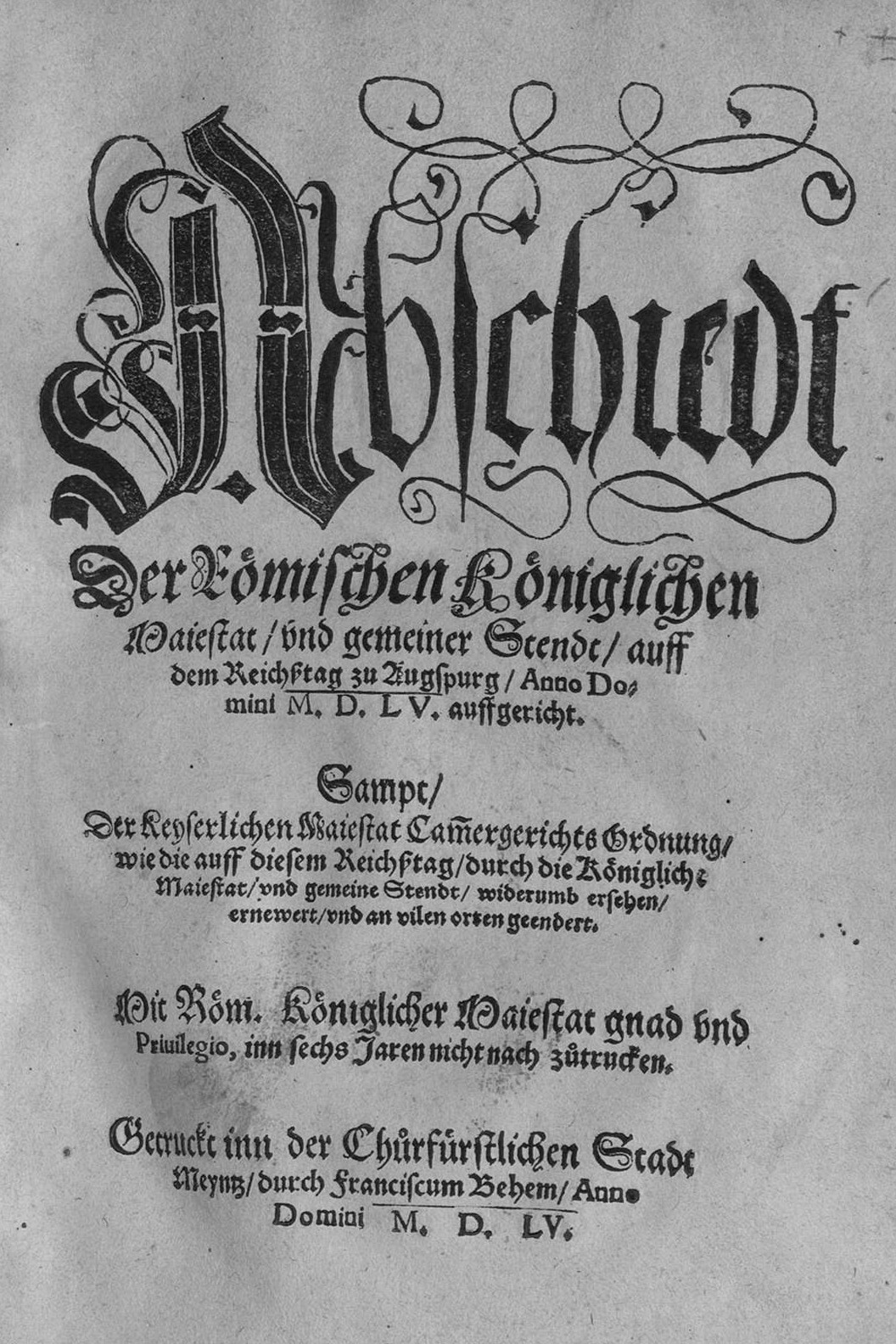
Paz de Augsburgo. A primeira página do documento. Mogúncia, 1555

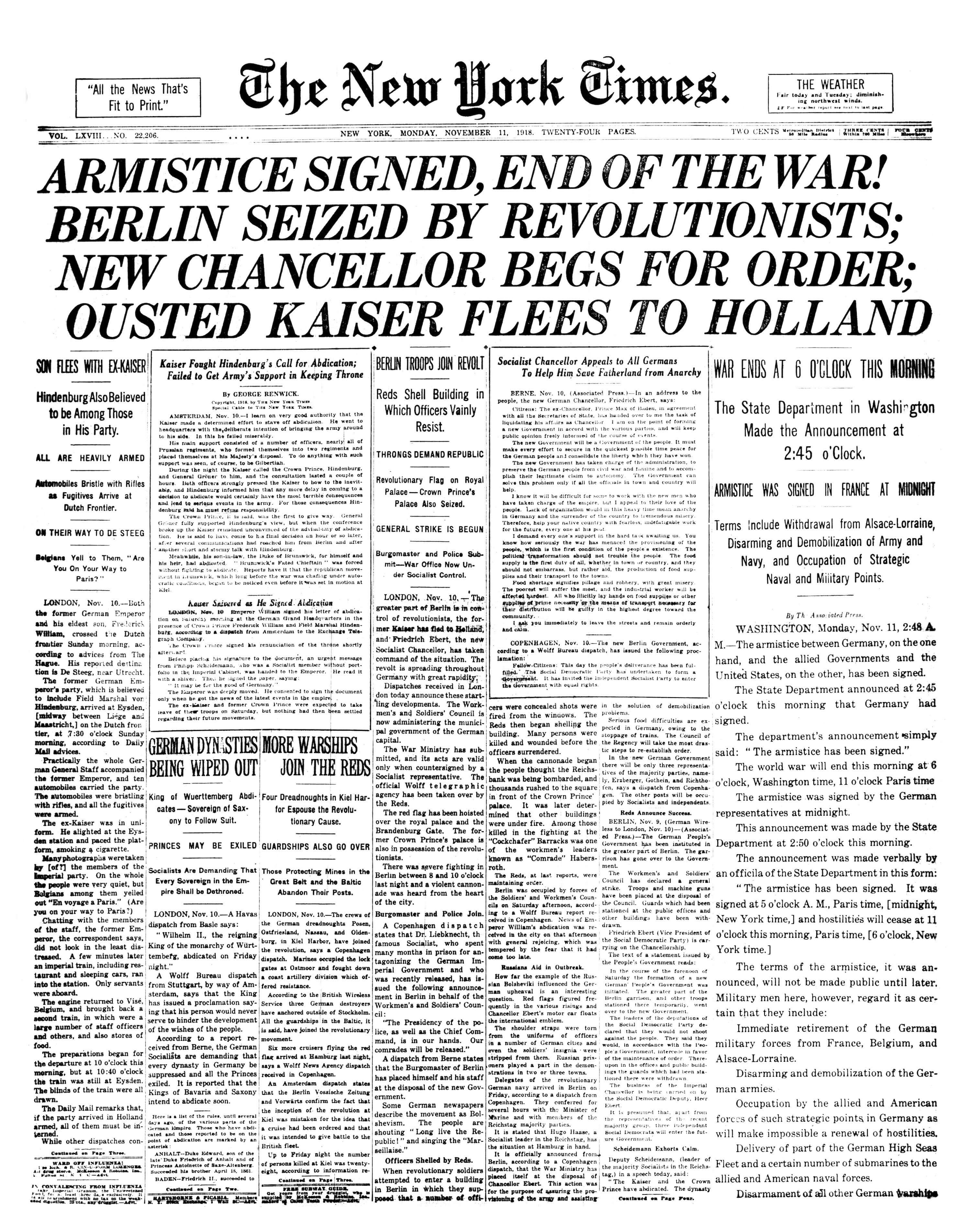
Página de capa do New York Times no Dia do Armistício, 11 de novembro de 1918

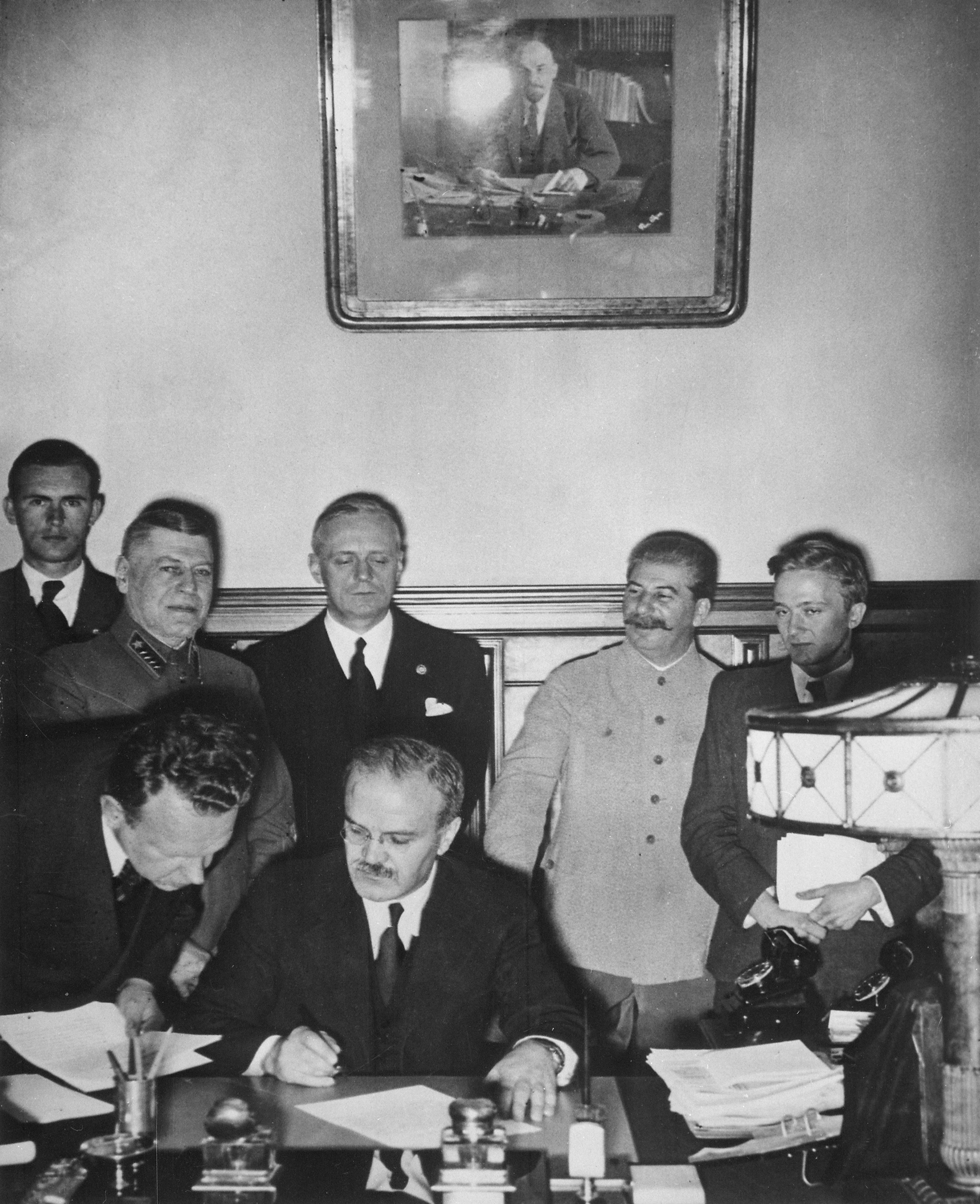
Cerimônia de assinatura: Molotov está assinando, Ribbentrop está atrás (com os olhos fechados), com Stalin à sua esquerda

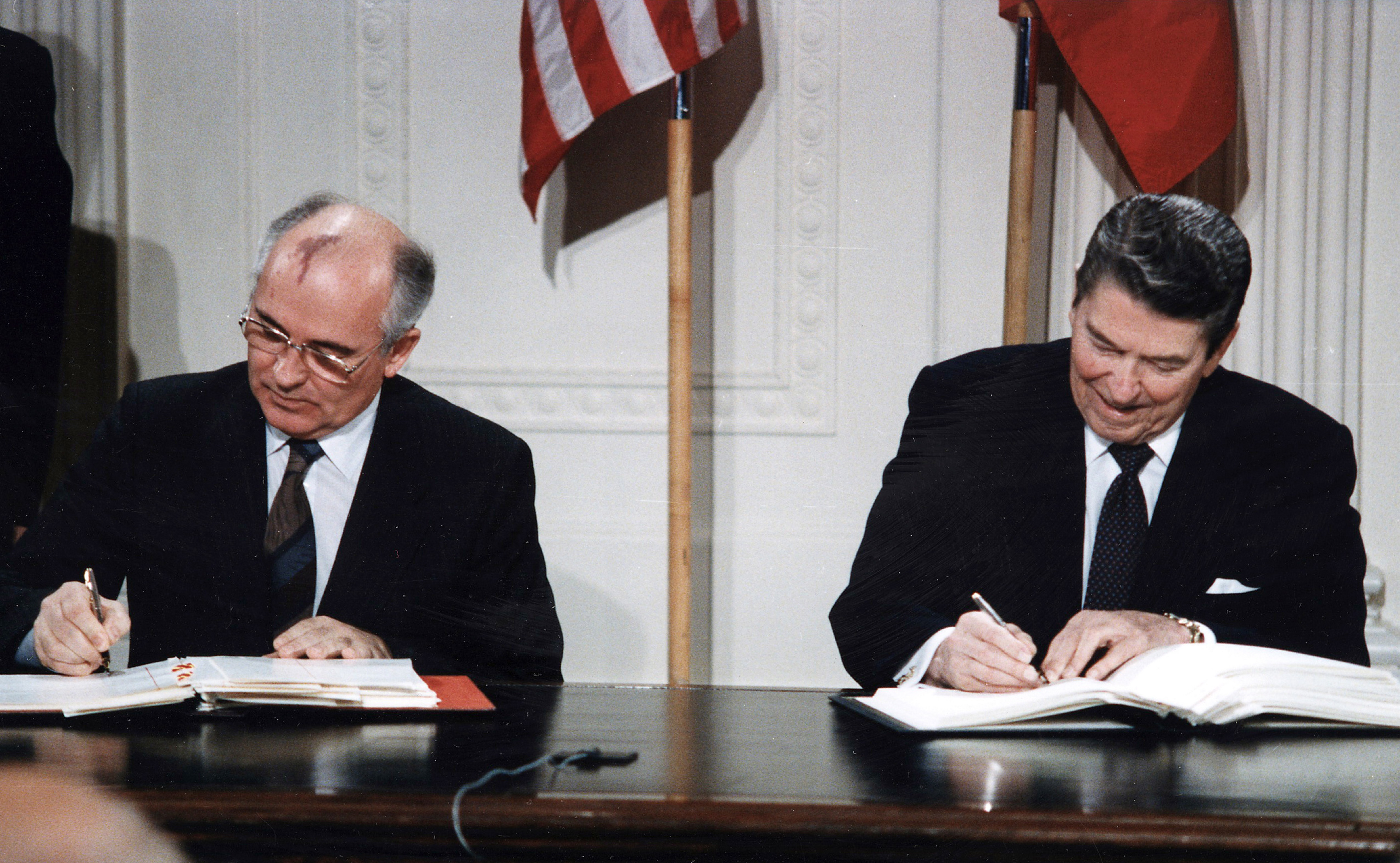
O Secretário Geral da União Soviética, Mikhail Gorbachev, e o presidente dos Estados Unidos, Ronald Reagan, assinam o Tratado de Forças Nucleares de Alcance Intermediário na Casa Branca, pelo qual as então duas superpotências renunciavam aos foguetes lançados da terra de alcance médio ou intermediário, de 500 a 5.500 quilômetros, em 1987

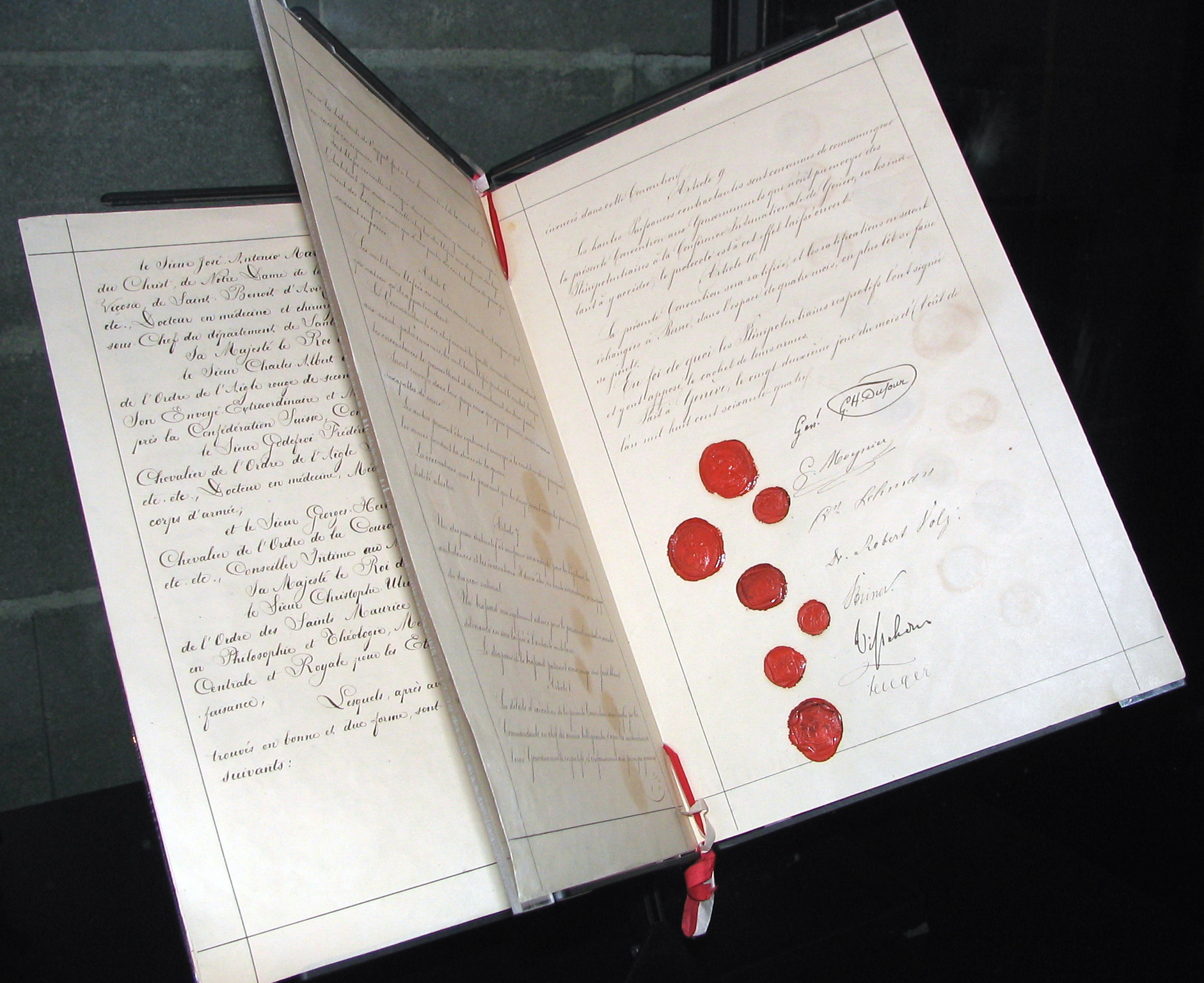
Foto da Primeira Convenção de Genebra, sobre a proteção dos prisioneiros de guerra (1864)

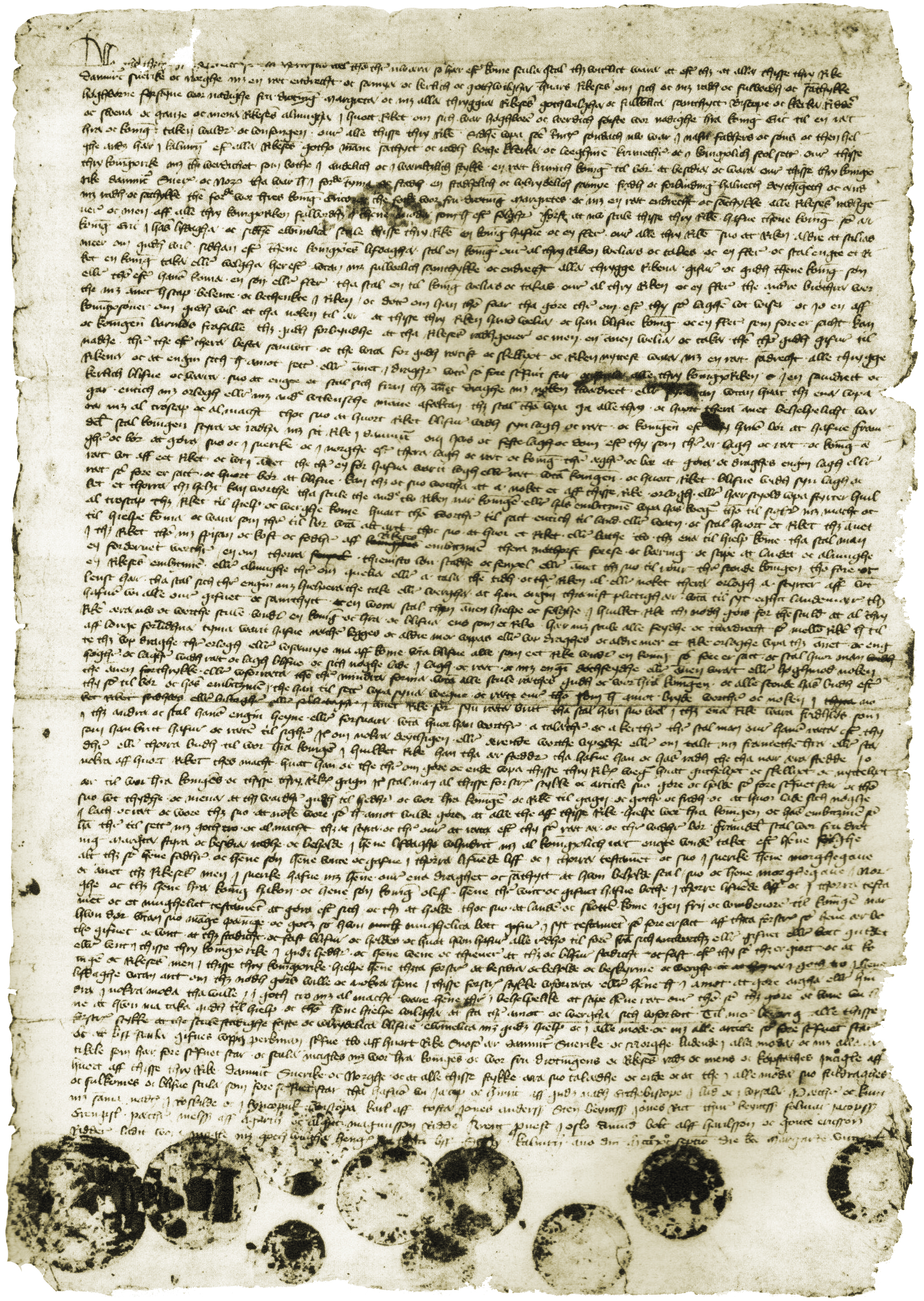
Carta que estabeleceu a União de Calmar, a qual unificou os três reinos da Dinamarca, Noruega e Suécia, em 1397

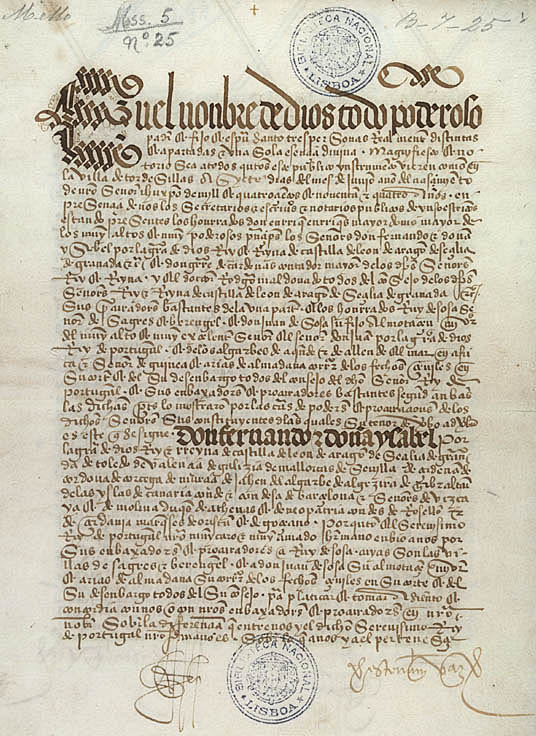
Um exemplo de tratado bilateral, o Tratado de Tordesilhas, celebrado entre Portugal e Espanha, dividiu o mundo entre os dois signatários (foto de uma das páginas do original do tratado)

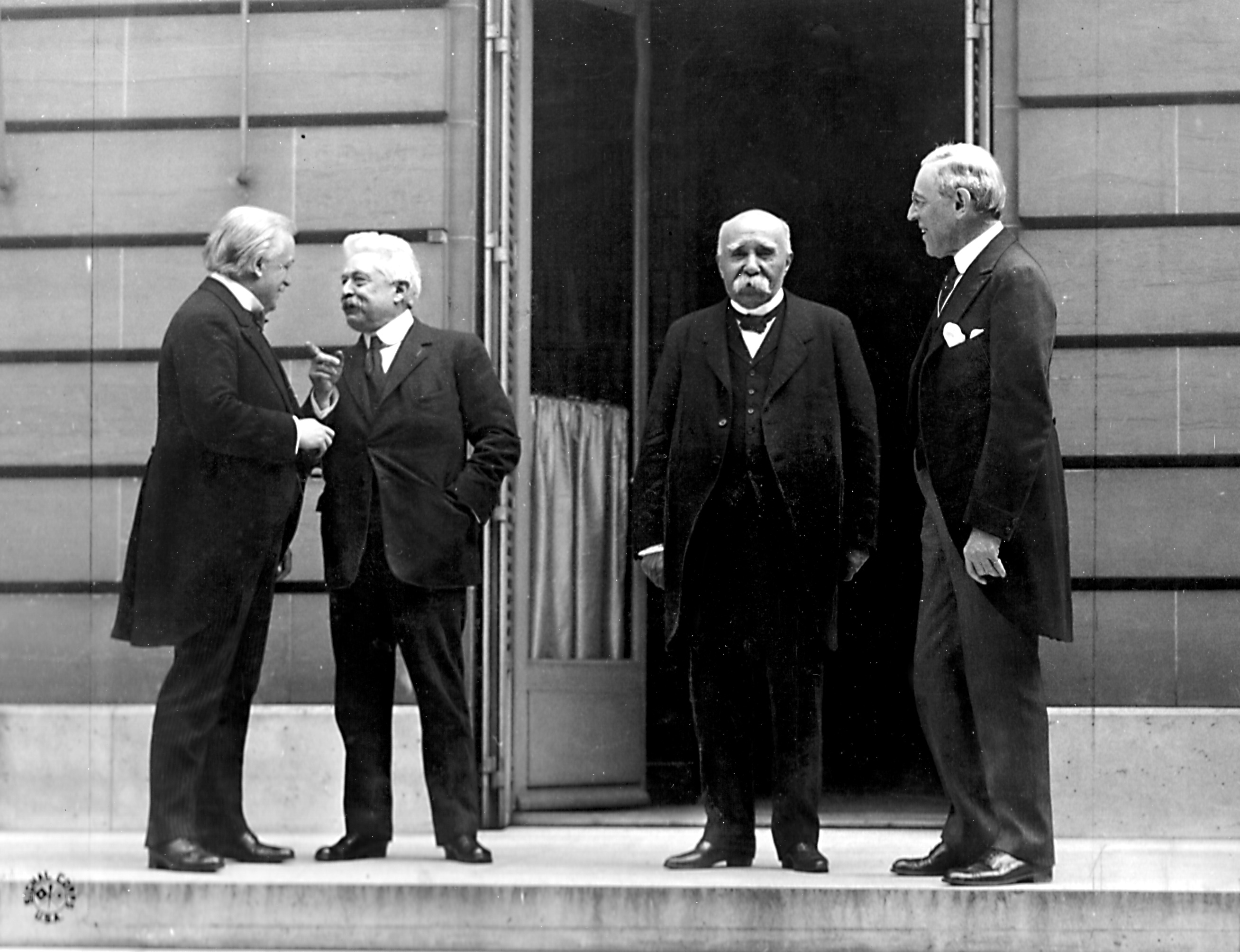
Lloyd George, Vittorio Emanuele Orlando, Georges Clemenceau e Woodrow Wilson, numa pausa das negociações durante a Conferência de Paz de Paris (1919-1920), que resultou, dentre outros, no Tratado de Versalhes

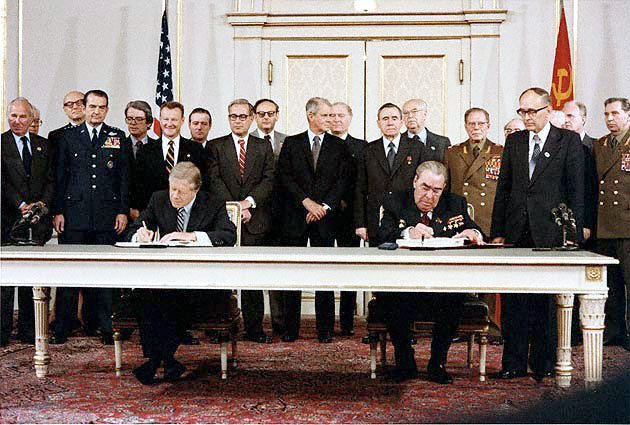
O Presidente Jimmy Carter, dos Estados Unidos, e o Secretário-Geral Leonid Brezhnev, da URSS, firmam o SALT-II (Acordo sobre Redução de Armas Estratégicas), em 18 de junho de 1979, em Viena

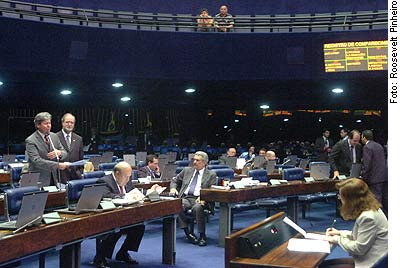
Senado brasileiro aprova tratados em 12 de julho de 2006. Foto: Agência Senado

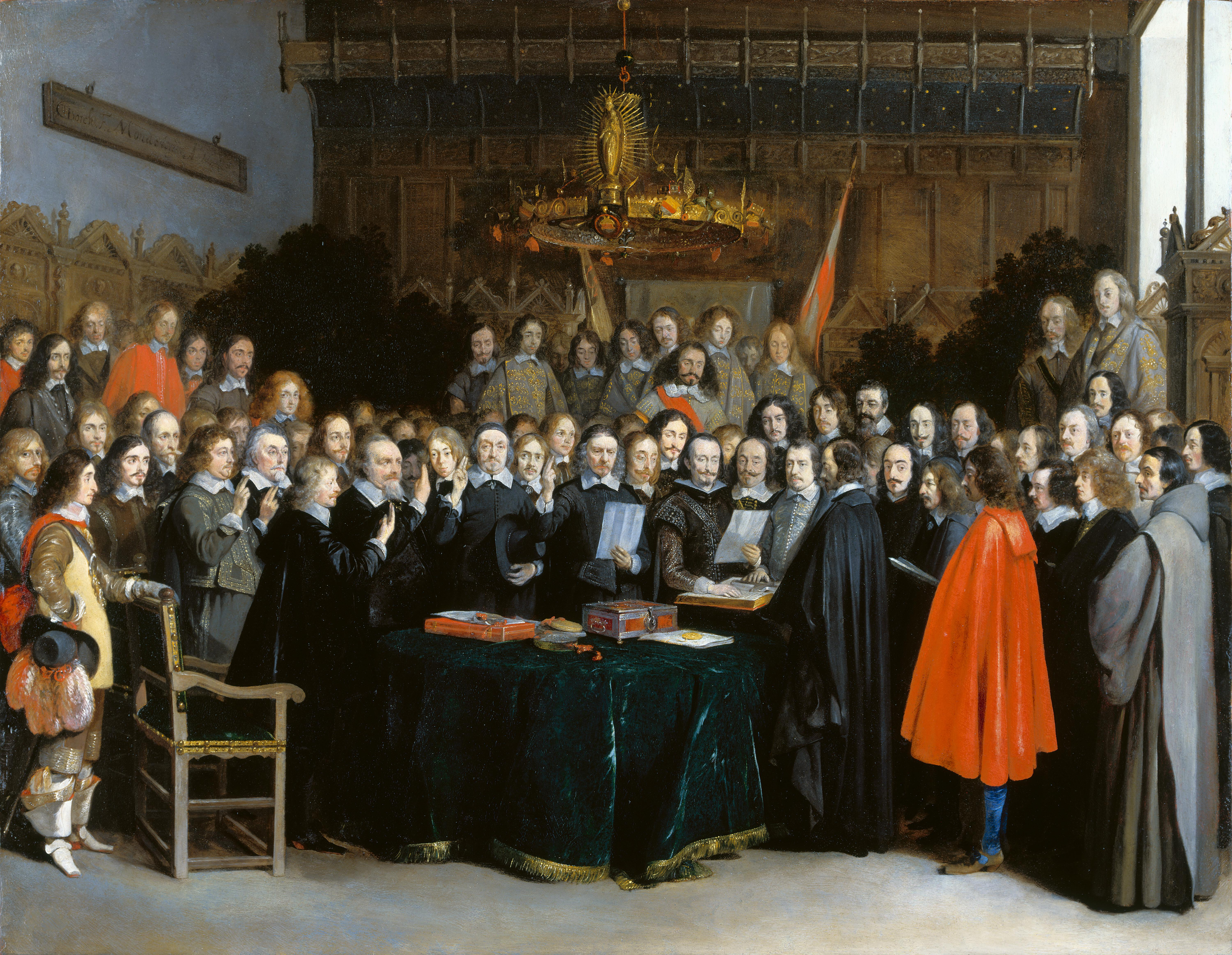
Ratificação do Tratado de Münster (1648), um dos componentes da Paz de Vestfália, que inaugurou o moderno sistema internacional, ao acatar princípios como a soberania estatal e o Estado-nação. Quadro de Gerard Terborch

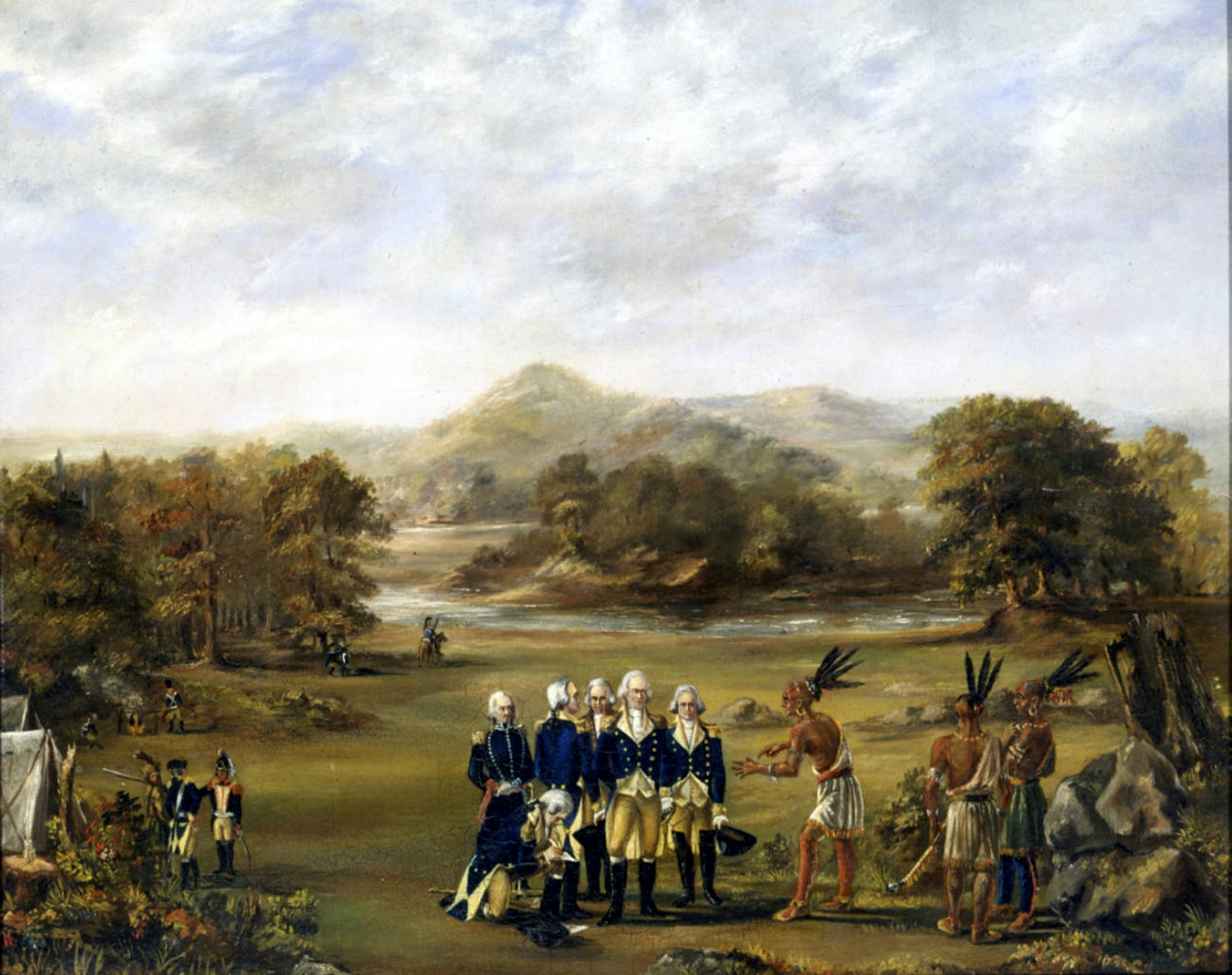
Ilustração do Tratado de Greenville, o qual pôs fim à guerra entre as tropas do governo do presidente George Washington e os nativos americanos nos Estados Unidos, em 1795

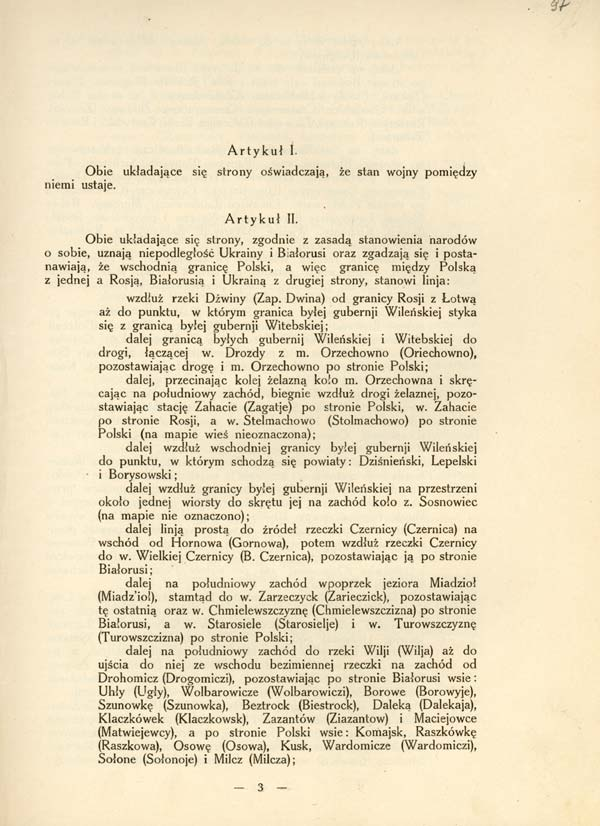
Segunda página do Tratado de Riga encerrando a Guerra polaco-bolchevique de 1919-1920

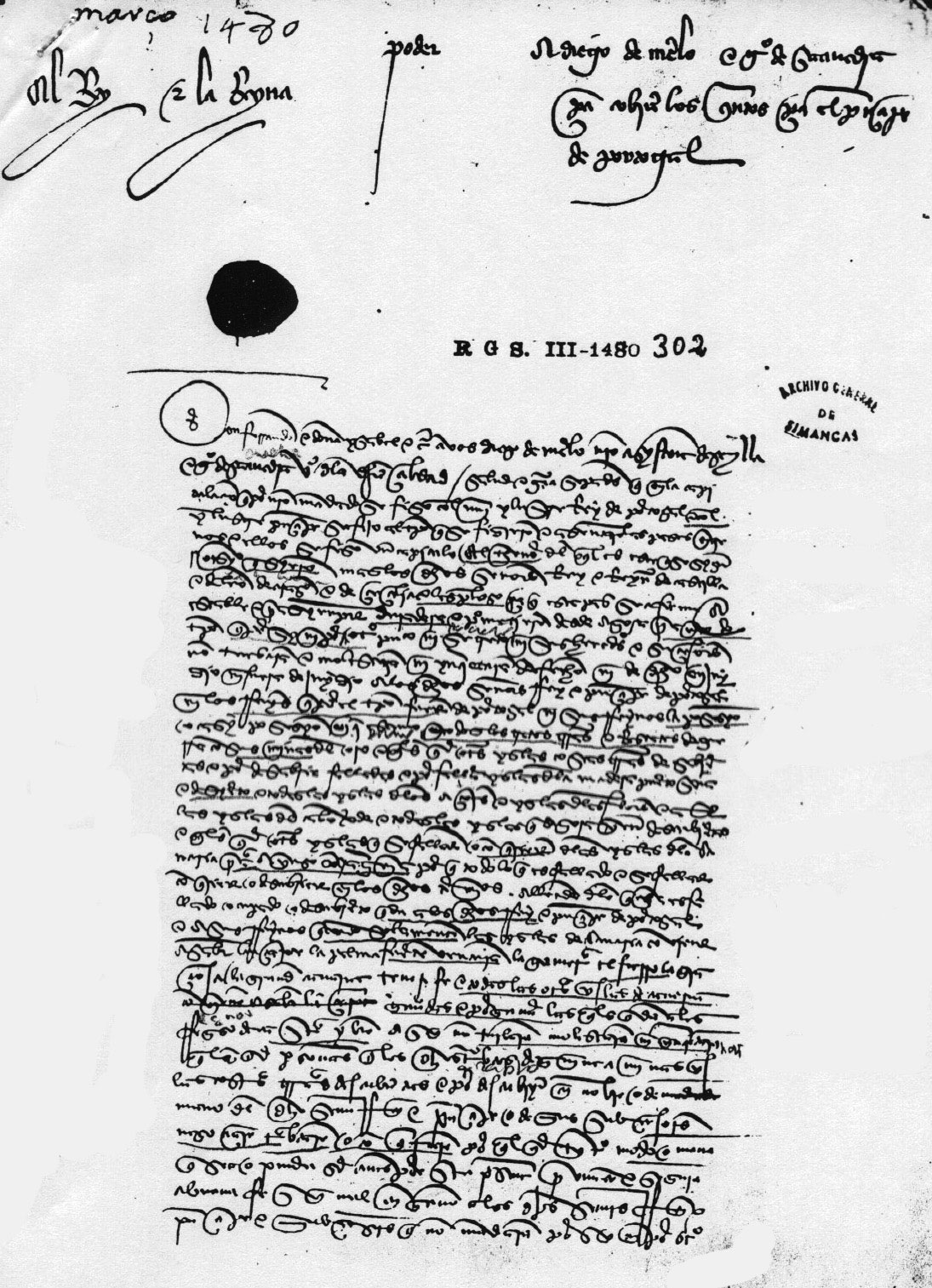
Primeira página do Tratado das Alcáçovas-Toledo, Sevilha, 14 de março de 1480

## A
- APEC
- Acordo Faysal-Weizmann
- Acordo Geral sobre Comércio de Serviços
- Acordo Sykes-Picot
- Acordos de Bicesse
- Tratado de Adrianópolis
- Tratado de Alcanizes
- Tratado de Alcoutim
- Tratado das Alcáçovas-Toledo
- Tratado de Aliança e Amizade
- Tratado de Altmark
- Tratado Anglo-Irlandês
- Tratado da Antártida
- Tratado de Aquisgrão de 812
- Tratado de Aquisgrão de 1668
- Tratado de Aquisgrão de 1748
- Tratado de Aquisgrão de 1815
- Área de Livre-Comércio das Américas
- Associação Europeia de Livre-Comércio
- Tratado de Assunção
- Tratado do Atlântico Norte
- Paz de Augsburgo
- Tratado de Ayacucho

## B
- Tratado de Badajoz (1801)
- Tratado da Basileia (1499)
- Paz de Basileia
- Acordo de Belfast
- Tratado de Berlim (1878)
- Concordata de Bolonha
- Tratado de Breda
- União de Brest
- Tratado de Brest-Litovski
- Tratado de Bruxelas (1948)
- Tratado de Brétigny
- Bula Inter Coetera

## C
- CARICOM
- Acordo de Camp David
- Carta das Nações Unidas
- Acordo de Cartagena
- Ata de Chapultepec
- Convenção sobre Aviação Civil Internacional
- Cipp
- Paz de Coimbra
- Armistício de Compiègne
- Concordata
- Concordata entre a Santa Sé e Portugal de 1940
- Concordata entre a Santa Sé e Portugal de 2004
- Tratado de Concórdia
- Convenção Americana sobre Direitos Humanos
- Convenção Internacional sobre os Direitos da Criança
- Convenção das Nações Unidas sobre o Direito do Mar
- Convenção para Conservação dos Recursos Vivos Marinhos Antárticos
- Convenção sobre Diversidade Biológica
- Tratado de Cateau-Cambrésis
- Tratado de Campoformio
- Tratado de Cooperação Amazônica
- Tratado de Corbeil
- Acordo de Cotonou
- Tratado de Córdoba

## D
- Acordo de Dayton
- Declaração Conjunta Sino-Portuguesa sobre a Questão de Macau
- Trégua de Deulino
- Tratado Dois Mais Quatro

## E
- Tratado de Eden
- Tratado de Educação Ambiental para Sociedades Sustentáveis e Responsabilidade Global
- Tratado de El Pardo
- Tratado de Elvas
- Concessão de Évora Monte

## F
- FTA
- Tratado de Fez
- Tratado de Fontainebleau
- Tratado de Forças Nucleares de Alcance Intermediário (Tratado INF)
- Tratado de Frankfurt

## G
- Acordo Geral de Tarifas e Comércio
- Convenção de Gastein (1865)
- Protocolo de Genebra
- Convenções de Genebra
- Tratado de Greenville
- Tratado de Guadalupe Hidalgo

## H
- Tratado de Hadiach
- Convenção da Haia
- Tratado de Haia (1641)
- Tratado de Haia (1661)
- Tratado de Hamina
- Tratado Hay-Bunau-Varilla
- Tratado Hay-Herran

## I
- Conferência de Ialta
- Declaração de Iguaçu
- Tratado de Integração, Cooperação e Desenvolvimento
- Tratado de Interdição Completa de Ensaios Nucleares
- Tratado de Itaipu

## J, K
- União de Kalmar
- Tratado de Karlowitz
- União de Krewo

## L
- Tratado de Latrão
- Liga Balcânica
- Liga dos Três Imperadores
- Tratado de Lisboa
- Tratado de Lisboa (1864)
- Tratado de Lisboa (1668)
- Tratado de Lisboa (2007)
- Tratado de Livre-Comércio entre Colômbia e Estados Unidos
- Tratados de Locarno
- Convenção de Lomé
- Tratado de Londres (1839)
- Tratado de Lübeck
- União de Lublin
- Tratado de Lubowla
- Acordos de Lusaka

## M
- Tratado de Maastricht
- Tratado de Madrid
- Tratado de Madrid (1526)
- Tratado de Madrid (1750)
- Tratado de Madrid (1795)
- Tratado de Madrid (1801)
- Protocolo de Madrid
- Tratado Mallarino-Bidlack
- Tratado de Medina del Campo (1431)
- Tratado de Medina del Campo (1489)
- Mercosul
- Tratado de Meersen
- Tratado de Methuen
- Pacto Molotov-Ribbentrop
- Tratado de Montevidéu (1890)
- Tratado de Monção
- Acordo de Munique

## N
- NAFTA
- Tratado de Nanquim
- Tratado de Neuilly
- Acordo de Nkomati
- Tratado de Nuremberga
- Tratado de Nystad

## O
- Tratado de Oregon de 1846
- Carta da Organização dos Estados Americanos
- Acordos de paz de Oslo
- Tratado de Ottawa
- Protocolo de Ouro Preto

## P
- Pacto Anticomintern
- Pacto de Aço
- Tratado de Paris
- Tratado de Paris (1259)
- Tratado de Paris (1763)
- Tratado de Paris (1783)
- Tratado de Paris (1814)
- Tratado de Paris (1815)
- Tratado de Paris (1856)
- Tratado de Paris (1973)
- Acordo de Paris  (2015)
- Paz de Jam Zapolski
- Tratado de Pereyaslav
- Tratado de Petrópolis
- Tratado dos Pirenéus
- Protocolo de Annapolis

## Q
- Protocolo de Quioto

## R
- Convenção de Ramsar
- Tratado de Resseguro
- Tratado de Rijswijk
- Tratado do Rio de Janeiro (1825)
- Tratado do Rio de Janeiro (1828)
- Tratado do Rio de Janeiro (1909)
- Acordos de Roboré
- Estatuto de Roma
- Tratado de Roskilde

## S
- Acordos SALT
- SORT
- Tratado de Saint-Clair-sur-Epte
- Tratado de paz de Saint-Germain
- Tratado de Saint-Germain-en-Laye
- Tratado de Santo Ildefonso (1796)
- Tratado de Santo Ildefonso
- Tratado de Santo Ildefonso (1777)
- Tratado de São Francisco
- Tratado de Saragoça
- Acordo de Schengen
- Tratado de Simulambuco
- Convenção de Sintra
- Tratado de Sucessão de Heidelberga
- Tratado de Svalbard

## T
- TIAR
- Acordo TRIPs
- Tratado de Tagilde
- Tratados de Tilsit
- Tratado de Tordesilhas
- Tratados Torrijos-Carter
- Paz de Toruń (1466)
- Tratado Naval de Washington de 1922
- Tratado de Bruxelas
- Tratado de Forças Nucleares de Alcance Intermediário
- Tratado de Interdição Parcial de Ensaios Nucleares
- Tratado de Passarowitz
- Tratado de livre-comércio
- Tratado de paz
- Tratado de Trianon
- Tratado de Troyes
- Tratado de Tui

Tratado de Almada- Monte Caparica

## U
- United Nations Convention on Contracts for the International Sale of Goods
- União de Atrecht
- Tratado de União de 1707
- Tratado de Utrecht

## V
- Pacto de Varsóvia
- Paz de Vasvár
- Tratado de Verdun
- Tratado de Versalhes (1919)
- Paz de Vestfália
- Convenção de Viena sobre Direito dos Tratados
- Convenção de Viena sobre Relações Diplomáticas

## W
- Tratado de Waitangi
- Tratado Webster-Ashburton
- União de Wilno
- Tratado de Windsor (1386)
- Concordata de Worms

## Z
- Tratado de Zamora